# Centrum voor Jeugdtoerisme
Centrum voor Jeugdtoerisme (CJT) is een vzw die in Vlaanderen jeugdverblijven en -campings uitbaat. 

## Historiek
Het CJT groeide vanuit de katholieke zuil. In 1961 werd binnen de schoot van de Jeugdverbond voor Katholieke Actie een werkgroep gestart, met als bedoeling kampeerterreinen en bivakhuizen in kaart te brengen, en de boekingen ervan te centraliseren. In 1962 volgt dan de opstart van de vzw, eerst als Dienst voor Jeugdtoerisme en daarna (1963) Centrum voor Jeugdtoerisme.

## Sites
Het centrum baat de volgende jeugdverblijven uit:
- De Lork - Kemmel
- Het Laathof - Hingene
- Midwester - Sint-Idesbald (De Kust)
- De Iep/'t Wikhof (De Iep & 't Wikhof) - Ieper
- Domein Ten Berg (De Tilk & De Stobbe) - Merelbeke
- Verloren Bos (Kasteel & Koetshuis) - Lokeren
- De Kompel (De Put & De Schacht) - Beringen
- Sint-Jansburg (De Burcht & De Schildknaap) - Westmalle
- 't Eksternest (Deel A & Deel B) - Westouter